# Distretto di Balangir
Il distretto di Balangir è un distretto dell'Orissa, in India, di 1 335 760 abitanti. Il suo capoluogo è Balangir.